# Александровка (Чишминський район)
Алекса́ндровка (рос. Александровка, башк. Александровка) — присілок у складі Чишминського району Башкортостану, Росія. Входить до складу Новотроїцької сільської ради.
Населення — 29 осіб (2010; 58 у 2002).
Національний склад:
- росіяни — 59 %